# IWI Jericho 941
Die IWI Jericho 941 ist eine halbautomatische Selbstladepistole. Die Waffe ist auch unter dem Spitznamen Baby Eagle bekannt, technisch jedoch weicht sie von der großen Desert Eagle völlig ab.
Weitere Bezeichnungen der Waffe sind „Hudson Jericho 941“, „Hudson Industries Jericho 941“ oder „UZI Pistol“. Erst zu einem späteren Zeitpunkt erhielt die Waffe den Namen „Baby Eagle“ vom amerikanischen Importeur und Vertreiber der Waffe, Magnum Research Inc. Technisch basiert sie auf der tschechischen ČZ 75. In Israel – und in den meisten anderen Ländern, in die die Handfeuerwaffe exportiert wird – wird die Selbstladepistole nach wie vor unter dem Namen „Jericho 941“ geführt.
Jede 941 wurde vom Hersteller mit einem Wechselkaliber ausgeliefert. So konnte die Waffe mit 9-mm-Parabellum oder mit .41 AE Munition verwendet werden. Aufgrund der geringen Verbreitung wurde das .41 AE Kaliber später nicht mehr produziert.
Die Magazinkapazität beträgt 15 Schuss bei 9-mm-Parabellum oder 12 Schuss .41 AE / .40 S&W. Das Leergewicht beträgt circa 1000 g.
Das Grundmodell unterteilt sich in zwei Versionen: mit Schlagbolzensicherung (941) und mit Abzugsicherung (941F). Von der 941F wurden noch kleinere und leichtere Varianten hergestellt: 941FS, 941FB, 941FBL, 941PL (Kunststoff) und 941 PS. Weiterhin wurde eine Sportversion mit Kompensator und verstellbarem Visier, die Jericho IPSC, vertrieben.